# Galerucella quadrimaculata
Galerucella quadrimaculata is een keversoort uit de familie bladkevers (Chrysomelidae). De wetenschappelijke naam van de soort werd in 1850 gepubliceerd door Redtenbacher.